# استارایا کوپاونا
شهر استارایا کوپاونا (به روسی: Старая Купавна) در کشور روسیه و در اوبلاست مسکو واقع شده‌است.